# Lineodes erschoffiana
Lineodes erschoffiana is een vlinder van de familie van de grasmotten (Crambidae). De wetenschappelijke naam van deze soort is voor het eerst voorgesteld als Stenoptycha erschoffiana door Philipp Christoph Zeller in een publicatie uit 1877.
De soort komt voor in Colombia.